# Diplous californicus
Diplous californicus är en skalbaggsart som beskrevs av Victor Ivanovitsch Motschulsky. Diplous californicus ingår i släktet Diplous och familjen jordlöpare. Inga underarter finns listade i Catalogue of Life.